# Wolfgang Kohrt
Wolfgang Kohrt (* 13. August 1950; † 19. August 2008 in Berlin) war ein deutscher Journalist.

## Leben und Werk
Kohrt studierte Journalismus an der Sektion Journalistik an der Karl-Marx-Universität Leipzig. Ab Ende der 1970er Jahre arbeitete er als außenpolitischer Redakteur für die Junge Welt und schrieb Beiträge für die NBI, Prisma und Atze. Kohrt sagte einem Reporter der New York Times im Dezember 1989, dass er den politischen Wandel in der DDR als Befreiung empfand.
Nach 1990 schrieb Kohrt für Extra und Tango, ab 1996 für die Berliner Zeitung. Daneben war er auch für den Spiegel, die Süddeutsche Zeitung, die Zeit und das Magazin tätig. Sein besonderes Interesse galt Osteuropa.
Kohrt starb im Alter von 58 Jahren in Berlin an einem inoperablen Hirntumor. Sein Sohn Alexander Fehling und sein Neffe Niklas Kohrt sind beide Schauspieler.

## Veröffentlichungen (Auswahl)
- Geburtstagsfeier bei Goethe. Was sich an drei Tagen im Jahr in Haus und Wohnung des größten deutschen Dichters am Frauenplan in Weimar ereignet. In: Prisma, Jg. 1989, Heft 2, S. 8–13 und 73.
- All die schönen Jahre. Todernste Geschichten. Verlag Das Neue Berlin, Berlin 1991, ISBN 3-359-00506-6. (Illustrationen von Hans Ticha)
- Aufsatz, In: Carl Hegemann (Hrsg.): Erniedrigung geniessen. (Band III von Kapitalismus und Depression). Alexander Verlag, Berlin 2001, ISBN 978-3-89581-065-7.